# Luboń Mały
Luboń Mały (869 m n.p.m.) – niewybitne wzniesienie w długim zachodnim grzbiecie Lubonia Wielkiego w Beskidzie Wyspowym. Jego północne stoki opadają do doliny Smugawki, południowe do Kotliny Rabczańskiej. Z południowych zboczy spływa potok Lubońka uchodzący do Skomielnianki (dopływ Raby). Szczyt jest porośnięty lasem, ale w wyniku wiatrołomów otwarły się widoki na północną stronę na Beskid Makowski, szczególnie dobrze widoczna jest pobliska Zębalowa.

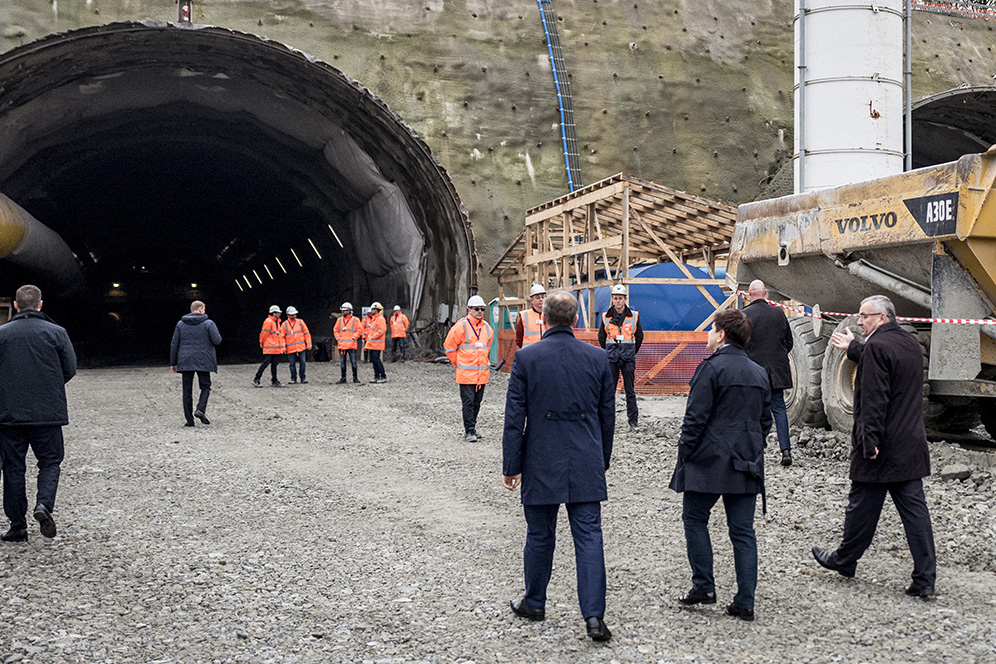
Budowa tunelu drogowego pod Luboniem Małym

Prowadzący przez Luboń Mały niebieski szlak turystyczny wychodzi z parkingu przy drodze krajowej nr 7 (Zakopiance). Zabudowania na stokach wzniesienia należą do wsi Naprawa.
Pod zachodnim stokiem w latach 2017-2022 powstał dwukomorowy tunel w ciągu drogi S7.
Szlaki turystyczne
 – niebieski z Naprawy Dolnej przez Luboń Mały i Polanę Surówki. Czas przejścia: 2:15 godz. (1:40 godz.), suma podejść 460 m, odległość 7,6 km.